# 한국엔지니어클럽
한국엔지니어연합회은 사회일반의 이익에 공여하기 위하여 공익법인의 설립운영에 관한 법률의 규정에 따라 기술인의 사회적 지위향상과 권익을 옹호하고 상호간의 지적교류와 기술협력으로 국가공업기술의 진흥과 산업발전 및 전국민의 과학화 시행에 기여함을 목적으로 1974년 11월 14일 설립허가된 대한민국 미래창조과학부 소관의 사단법인이다. 사무실은 서울특별시 강남구 대치동 889-5 샹제리제센터 20층 1호에 있다.